# Ginestas
Ginestas (okcitansko Ginestars) je naselje in občina v južnem francoskem departmaju Aude regije Languedoc-Roussillon. Leta 1999 je naselje imelo 1.059 prebivalcev.

## Geografija
Kraj leži v pokrajini Languedoc 16 km severozahodno od  Narbonna.

## Uprava
Ginestas je sedež istoimenskega kantona, v katerega so poleg njegove vključene še občine Argeliers, Bize-Minervois, Mailhac, Mirepeisset, Ouveillan, Paraza, Pouzols-Minervois, Roubia, Saint-Marcel-sur-Aude, Saint-Nazaire-d'Aude, Sainte-Valière, Sallèles-d'Aude in Ventenac-en-Minervois z 11.982 prebivalci.
Kanton Ginestas je sestavni del okrožja Narbonne.